# Campanha do Agasalho
No Brasil, Campanha do Agasalho é um tipo de campanha filantrópica, organizada geralmente por associações da sociedade civil, ou por vezes, por órgãos governamentais, no sentido de arrecadar agasalhos em geral, tais como casacos e cobertores, em empresas estatais, estações do metrô, aplicativos para smartphone (Helpn) e comunidade em geral, para depois doar estas peças a entidades assistenciais e pessoas pobres e desvalidas.

## História
O nome "campanha do agasalho", ao que se sabe, foi usado pela primeira vez pelo Fundo Social de Solidariedade do Estado de São Paulo, vinculado ao governo do estado de São Paulo. Na época, a campanha foi criada pelo governador Ademar Pereira de Barros.[carece de fontes?] A campanha do Fundo do Estado de São Paulo costuma arrecadar milhões de peças e é estrelada por famosos, como Regina Duarte.[carece de fontes?]
Em 2016, coordenadores de campanhas de agasalho do Estado do Rio Grande do Sul alegaram queda nas arrecadações, queda essa que veio com o alto índices de inflação.